# Lubienia
Lubienia (německy Sacken, česky Lubín) je vesnice ve správním obvodu Gmina Popielów v jihozápadním Polsku. Leží přibližně 23 km severozápadně od města Opolí. V letech 1742–1945 patřila do Pruského Slezska, po 2. světové válce připadla Polsku. Ačkoli pruské úřady ve Vratislavi od samého počátku nazývali novou českou osadu Sacken, exulanti ji přejmenovali na Lubín. Po roce 1945 byla obec několikrát přejmenována – Lubienie, Lubień, Lubina a Lubienia.

## Historie
Lubín je osada, která byla založena v roce 1777 čtyřiceti rodinami potomků českých exulantů doby pobělohorské. Toto neobydlené a pusté místo se stalo po první slezské válce v roce 1742 součástí pruského Slezska. Vyměřit půdu na domky a usedlosti nové kolonie trvalo vratislavským úředníkům tři roky! 21. dubna 1780 pak byly jednotlivé usedlosti přiděleny zájemcům losem. V roce 1819 žilo v Lubíně 301 obyvatel, v roce 1845 bylo v obci 62 domů a 610 obyvatel. Z nich bylo 68 osob polského nebo německého původu, zbytek tvořili Češi. V roce 1878 si Češi postavili novou školu, stará budova nadále sloužila jako modlitebna evangelického reformovaného sboru. Dne 31.10.1898 byl vysvěcen v Lubíně nový český cihlový kostel. Během druhé světové války bylo v Lubíně zničeno téměř 70 procent budov. Po válce k hromadné reemigraci Čechů z Lubína nedošlo. Ti, poučeni zážitky reemigrantů z Husince a okolí, se z polského Lubína postupně vytráceli do Německa. Češi, kteří v místě zůstali, udrželi s několika rodinami německých luteránů i svůj evangelický kostel. V druhé polovině 20. století žilo v Lubíně dvanáct českých rodin.

## Zajímavosti
- V roce 1803 se několik českých rodin přestěhovalo do Zelova a patří k zakladatelům tohoto města.[3]
- V roce 1904 potomci českých exulantů z Lubína pomohli Čechům z Friedrichova Hradce a společně založili novou českou osadu Vilémov.[3] Od 1. ledna 2007 je polský název Vilémova Bzinica Nowa a dne 4. července 2008 přijala tato obec i německé jméno Wilhelmshort.
- Dne 30. září 2014 dostala i obec Lubín (Lubenia) v Polsku oficiální německé místní jméno Sacken.